# Pěčín
Pěčín (en allemand : Petschin) est une commune du district de Rychnov nad Kněžnou, dans la région de Hradec Králové, en République tchèque. Sa population s'élevait à 476 habitants en 2022.

## Géographie
Pěčín se trouve à 8 km au nord-nord-ouest de Žamberk, à 11 km à l'est de Rychnov nad Kněžnou, à 37 km à l'est-sud-est de Hradec Králové et à 143 km à l'est-nord-est de Prague.
La commune est limitée par Rokytnice v Orlických horách au nord et à l'est, par Kunvald au sud-est, par Slatina nad Zdobnicí au sud-ouest, et par Javornice et Liberk à l'ouest.

## Histoire
La première mention écrite de la localité date de 1237.

## Transports
Par la route, Pěčín se trouve à 14 km de Rychnov nad Kněžnou, à 52 km de Hradec Králové et à 170 km de Prague.
à 13 km de Kostelec nad Orlicí, 